# Château de l'Arrouaise
Le château-ferme de l’Arrouaise, aussi appelé Grande Arrouaise, est situé sur le territoire de la commune d'Oisy, dans le département de l'Aisne en région Hauts-de-France. Il s'agit d'un manoir érigé en Thiérache dans les années 1850 par le baron Seillière au sein du domaine agricole et forestier de Guise. Cet ensemble a appartenu à Henri d’Orléans, duc d’Aumale, quatrième fils du roi Louis-Philippe Ier.

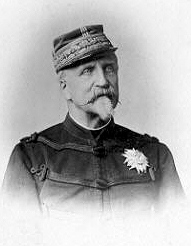
Henri d'Orléans, duc d'Aumale (1822-1897)

## Les fermes de l’Arrouaise
À la mort de Louis-Henri de Bourbon, dernier prince de Condé, son neveu Henri d’Orléans, duc d’Aumale, hérite en 1830 de l’immense domaine de Guise, incluant plus de 10 000 hectares de bois, fermes, forêts et châteaux en Thiérache. Désireux de restaurer le château de Chantilly et aussi d’utiliser une partie de ses possessions pour expérimenter les nouvelles techniques agricoles, le prince commence à exploiter en 1847 ses bois de Thiérache. La chute des Orléans en 1848 et l’avènement de Napoléon III le contraignent cependant à la séparation de ses biens et à l’exil dès 1852.
La société Seillière qui s’est portée acquéreuse du domaine, va alors opérer à la fois une sauvegarde des biens du prince et une véritable révolution industrielle en son absence, dans un but de rentabilisation de ce domaine prestigieux (car appartenant à un prince du sang), mais à la production alors perfectible.
Les nouveaux acquéreurs font défricher en 1857 les 500 hectares de la forêt d'Arrouaise — qui était alors un vestige d’une vaste couverture forestière datant de la Préhistoire — et construire cinq fermes modernes.

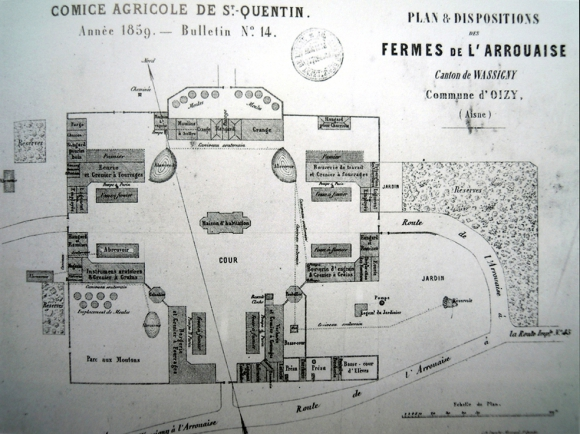
Plan de l'ensemble des fermes industrialisées de l'Arrouaise

Une sucrerie est construite à Oisy, et le hameau de l’Arrouaise se voit doter d’une bergerie, une vacherie, une écurie, une bouverie d’engrais et une bouverie de travail organisées rationnellement autour d’une cour carrée de 200 mètres de côté.

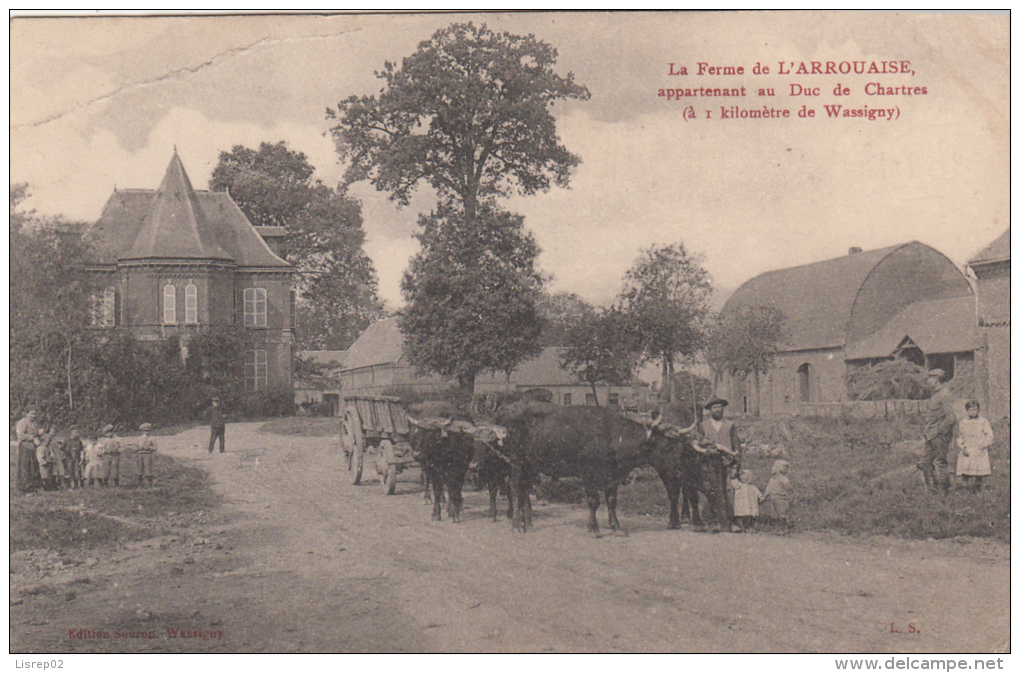
Château et fermes de l'Arrouaise en 1900

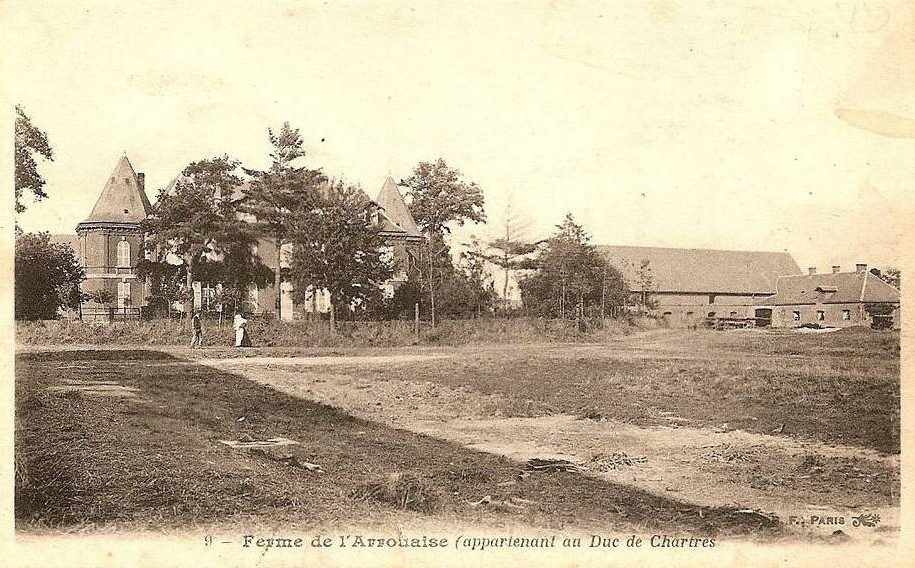
L'Arrouaise, circa 1890

L'ensemble comprend en outre une dizaine de granges et greniers, ainsi que tous les services techniques assurant l’autonomie du domaine: moulin à battre, infirmerie vétérinaire, forge, charron, bourrelier et machine à vapeur. Au centre du hameau est bâti le château du directeur de l’Arrouaise.

## Le château
Le château lui-même est un logis bourgeois en briques et ardoises, comportant une quarantaine de fenêtres et flanqué de deux tourelles d’agrément avec toits octogonaux à pans coupés et lucarnes. La bâtisse s’élève sur un réseau de caves étendu ainsi qu’un petit parc à l’anglaise et un jardin potager. Les façades sont ornées d'encorbellements et de cabochons en fonte gravés au chiffre d’Henri d’Orléans. De construction très moderne et confortable pour l’époque, le logis, qui contient de nombreuses boiseries et cheminées, est desservi par de longs corridors traversants ainsi qu’un grand escalier central. On compte une grande salle à manger dite "de chasse" et deux salons dont le grand salon de musique. La banque Seillière fait également ériger, à la même période, le château du Nouvion-en-Thiérache, grande demeure néo-Louis XIII. Quoique de tailles différentes, les deux bâtisses présentent conséquemment des similitudes architecturales et esthétiques.

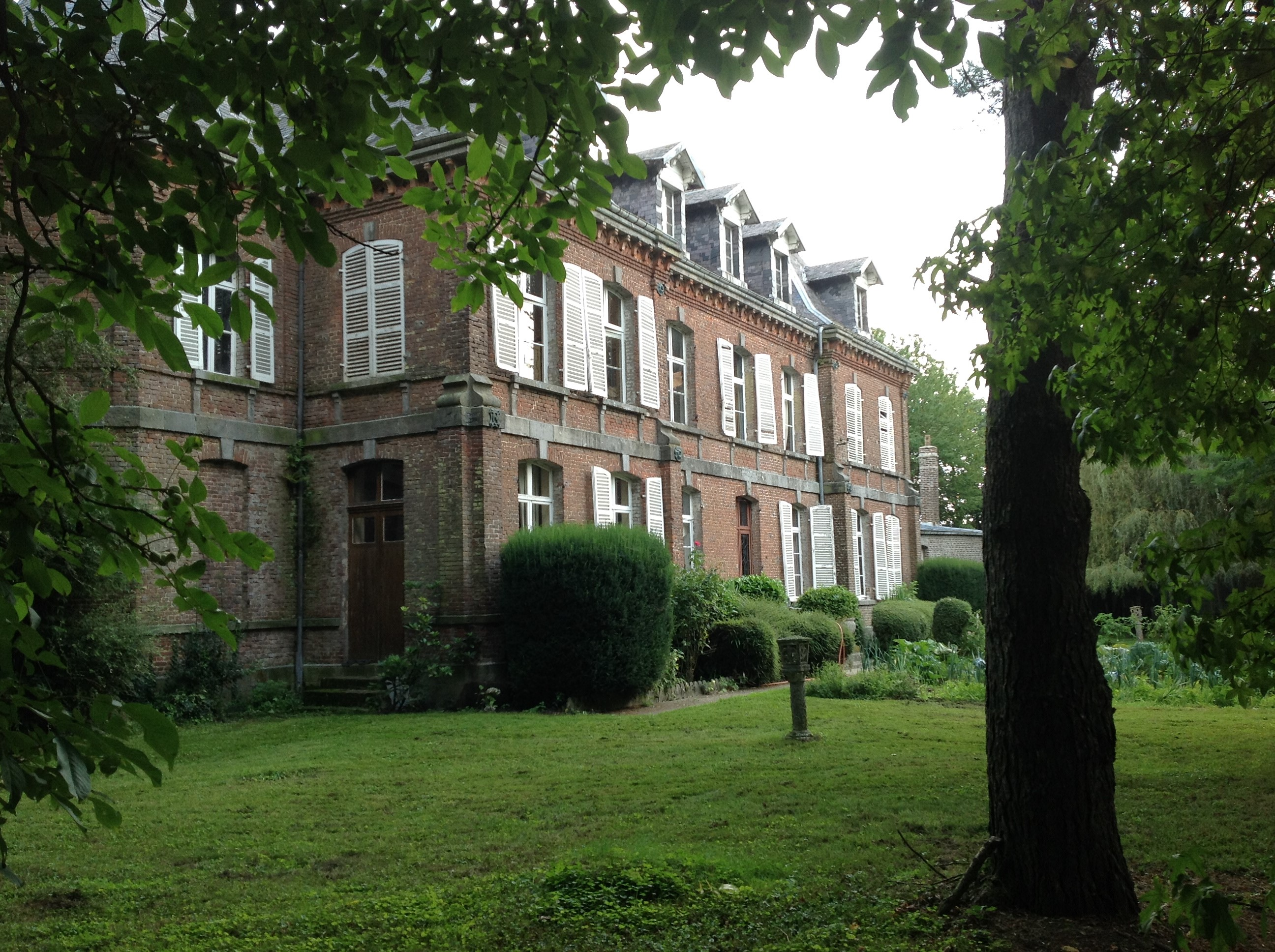
Château de l'Arrouaise, vue partielle du parc et du potager

## Le retour des Orléans
Après Sedan et l’abdication de Napoléon III, le duc d'Aumale revient en France et souhaite se présenter aux élections dans plusieurs départements, dont l'Aisne. Il devient finalement président du conseil général de l'Oise en octobre 1871. Par ailleurs, le prince reprend possession en 1872 de l'intégralité de son domaine ainsi transformé tout en s'appuyant sur les directeurs et régisseurs mis en place sous l'ère Seillière. Les années qui suivent sont pour lui une époque de réhabilitation et de reconnaissance de son influence considérable dans ses domaines du Nord de la France. Il se rend en 1883 et 1892 en Thiérache pour visiter personnellement les fermes de l’Arrouaise qui suscitent un engouement local. En juillet 1892, il y est accueilli par M. Lenglet, directeur de l'exploitation habitant le château, et le félicite des succès obtenus aux différents concours agricoles de Wassigny, en particulier de la médaille d'or décernée la même année par le comice au nom du ministère de l'agriculture. Le hameau de cette ferme-modèle présente alors l’apparence d’un petit village possédant toutes les installations nécessaires à un fonctionnement autarcique : puits, école, boulangerie.

## Époque contemporaine
Le domaine de Guise et le château-ferme de l'Arrouaise reviennent en usufruit, à la mort du duc d'Aumale, à son neveu le duc de Chartres (1840-1910), puis au fils de ce dernier, Jean d'Orléans, dernier duc de Guise (1874-1940), puis chef de la Maison de France. Désireux de montrer son attachement à ses domaines de Thiérache, Jean s'installe en 1896 dans son château voisin du Nouvion-en-Thiérache. Le 5 juillet 1908, son fils Henri, comte de Paris, y voit le jour.
L'Arrouaise a traversé les combats parfois violents qui se sont déroulés en Thiérache d’Aumale pendant les deux guerres mondiales, notamment la bataille de Guise en 1914 et les combats de Wassigny en juin 1940. Le 25 août 1940 s'éteint le  duc de Guise et son domaine est alors morcelé entre ses nombreux héritiers. La partie principale centrée autour du château du Nouvion (plus de 6 000 hectares) est regroupée au sein de la Société immobilière et forestière de la Thiérache, aujourd'hui gérée par le prince Jean d'Orléans, comte de Paris, nouveau chef de la Maison de France et prétendant au trône (Orléaniste).
Simples dépendances de ce domaine, le château et les fermes de l'Arrouaise sont à leur tour mises en location, ainsi que les autres pâtures et annexes herbagères. Enfin, l'ensemble des propriétés connaissent de nouvelles  restructurations dans les années 1940, au fil des décès et successions de la famille d'Orléans et de ses alliés puis quittent définitivement l'ancien domaine ducal et princier et sont vendues à des particuliers.

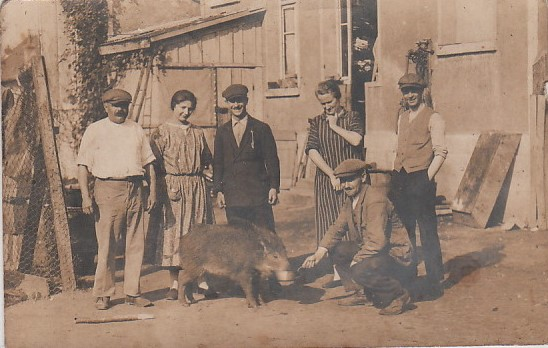
Fermiers de l'Arrouaise rassemblés à Etreux (Thiérache) pour une scène rustique, circa 1940

## Époque actuelle
L’activité paysanne subsiste dans le hameau de l’Arrouaise, où deux fermes pratiquent respectivement l’élevage ovin, la culture céréalière et les réparations mécaniques d'engins agricoles. 
Rare vestige des châteaux-fermes de la révolution industrielle agraire, le manoir a été acquis en 2022 par une personne privée.

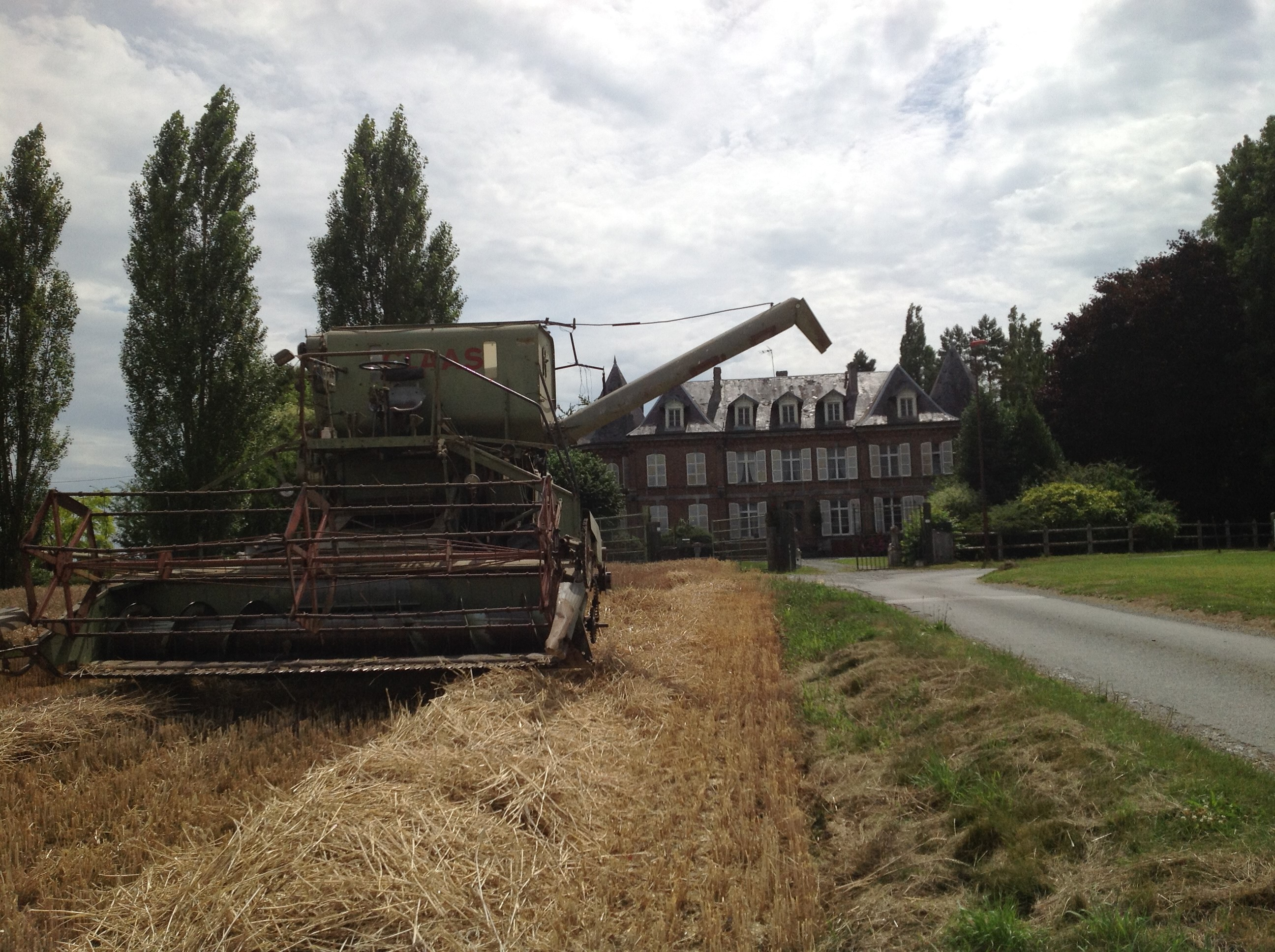
Les moissons à l'Arrouaise, juin 2015